# Hygropoda yunnan
Hygropoda yunnan là một loài nhện trong họ Pisauridae.
Loài này thuộc chi Hygropoda. Hygropoda yunnan được miêu tả năm 2004 bởi Zhang, Zhu & Da-xiang Song.